# Canale delle Galeazze

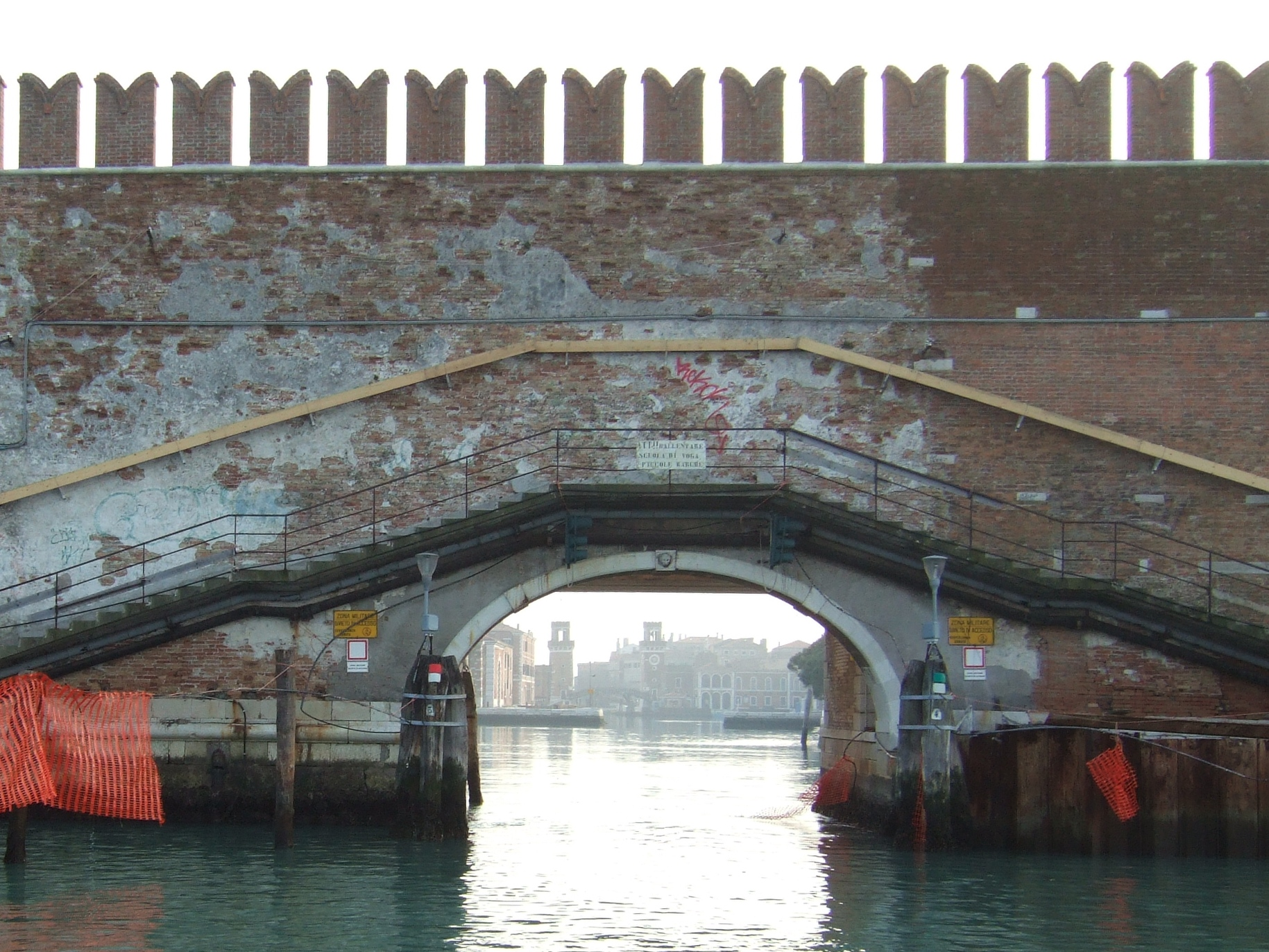
accès nord du canal de le Galeazze

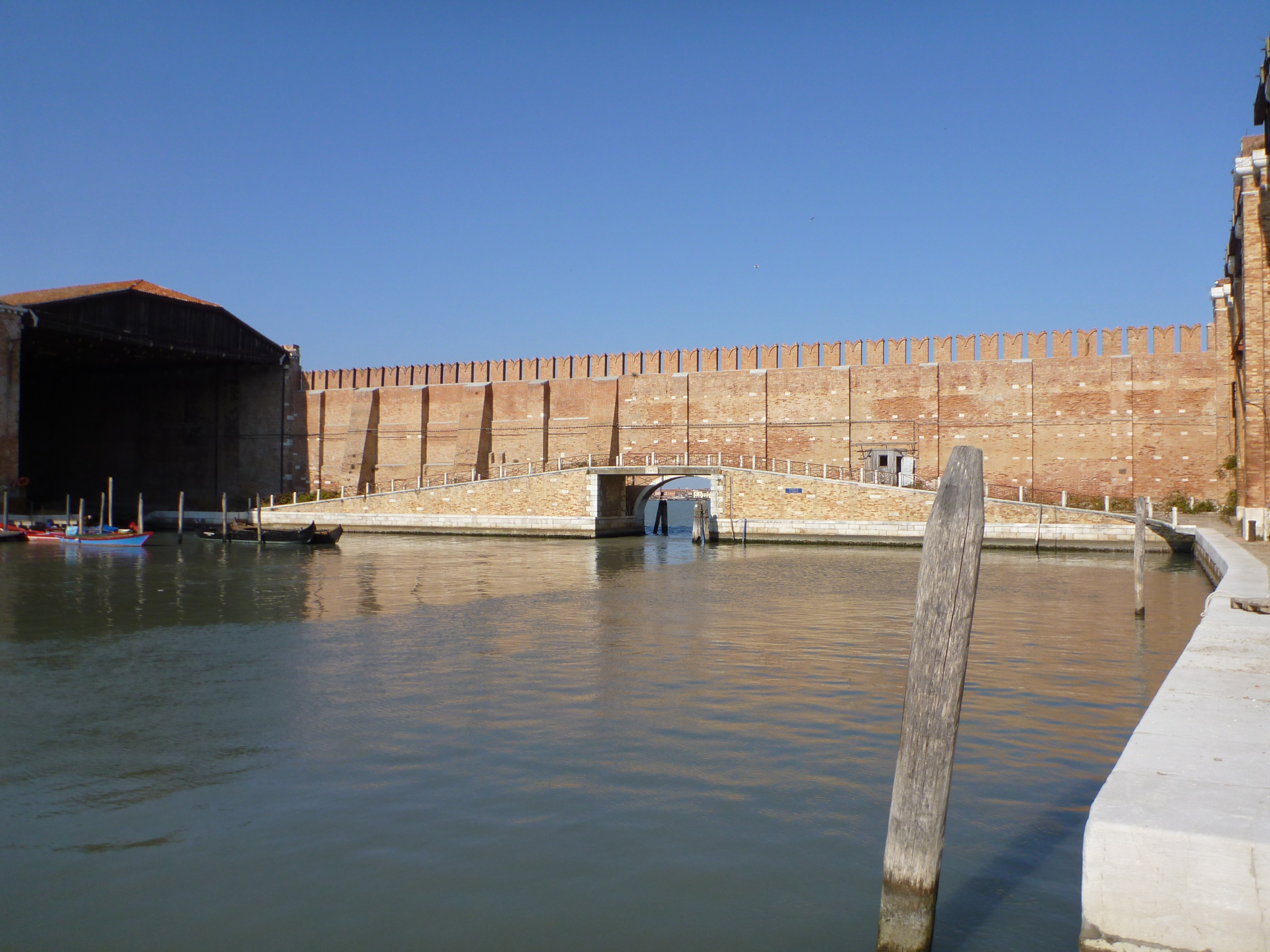

Le canale delle Galeazze (en français:canal des galéasses) est un canal de Venise dans l'enceinte de l'Arsenale Vecchio (sestiere de Castello). 

## Description
Le canal de la Galeazze a une longueur d'environ 220 mètres sur une largeur entre 37 et 65 mètres et une profondeur moyenne de 3,5m. Il prolonge la darsena Arsenale Vecchio vers le nord-est pour rejoindre les Fondamente Nuove et la lagune au nord de la ville.

## Origine
En 1539, par décret du Sénat, débutèrent dans la partie nord-ouest de l'arsenal les travaux pour son quatrième agrandissement. Ce projet, prévoyant le creusement d'une nouvelle darse de dimensions moyennes (appelée vasca de le galeazze), ainsi que la construction de six nouveaux tezoni opposées, trois à l'est et trois à l'ouest, conçus pour recevoir la construction d'un nouveau type de navire : la galéasse. Les travaux furent menés à terme au cours de 1569.
Entretemps, en 1557, au sud de la zone des galeazze fut annexée à l'arsenal la moitié du vaste potager des religieuses de la Celestia. Après que cette zone fut isolée par des murailles, on commença son déblaiement qui mena à la réalisation du canal de le galeazze, complété en 1564, qui servit pour relier la vasca de le galeazze à la darse de l' Arsenal vecio.
Le long de la berge est du canal de le galeazze fut construit un long abat-vent en bois, appelé grand fabbricato de le sieghe, où était déposé le bois à sécher dès qu'il avait été retiré de l'eau. Jouissant d'une surface plus importante que la vasca, le canal fut aussi exploité comme lac où furent conservés dans de l'eau saumâtre les troncs de rouvre pour toute la période nécessaire à l'expurge de la résine et des autres impuretés.
À la chute de la République en 1797, la production de galéasses avait cessé, alors que l'arsenal commençait à s'organiser pour la construction de galions.

## Situation
- Ce rio est le bassin situé le plus à l'ouest de l'Arsenal de Venise.